# Veljun Primorski
Veljun Primorski – wieś w Chorwacji, w żupanii licko-seńskiej, w mieście Senj. W 2011 roku liczyła 70 mieszkańców.